# Beatriz Jurado
María Beatriz Jurado Fernández de Córdoba (Córdoba, 3 de marzo de 1983) es una política española miembro del Partido Popular. Es senadora por Córdoba desde el 20 de noviembre de 2011 y ha representado a su circunscripción en las siguientes legislaturas: X, XI y XII legislaturas. Fue la presidenta de Nuevas Generaciones del PP hasta el 22 de abril de 2017. Actualmente es diputada autonómica en el Parlamento andaluz y Portavoz del PP en la Comisión de Salud y Familias del Parlamento andaluz.

## Biografía
María Beatriz Jurado Fernández de Córdoba nació en Córdoba el 3 de marzo de 1983. Licenciada en Derecho por la Universidad de Córdoba, fue presidenta del Consejo de Estudiantes de la Universidad de Córdoba desde 2003 a 2006. Al terminar sus estudios se afilió al Partido Popular. Está casada y es madre de tres niños.

## Nuevas Generaciones
Militante de las Nuevas Generaciones del PP, en enero de 2009 accedió a la presidencia de la organización juvenil en Córdoba. Meses después sería nombrada responsable de Andalucía, cargo del que cesó el 30 de abril de 2011, en el XII congreso regional. En el 13 congreso nacional de NNGG, celebrado en Zaragoza el 17 de abril de 2011 resultó elegida presidenta nacional de NNGG, en sustitución de Nacho Uriarte.

## Carrera política
Concejal del Ayuntamiento de Córdoba desde 2011, el 20 de noviembre de 2011, resultó elegida senadora por la circunscripción de Córdoba en el Senado español en las filas del Partido Popular y fue reelegida en 2015 y 20 de junio de 2016.

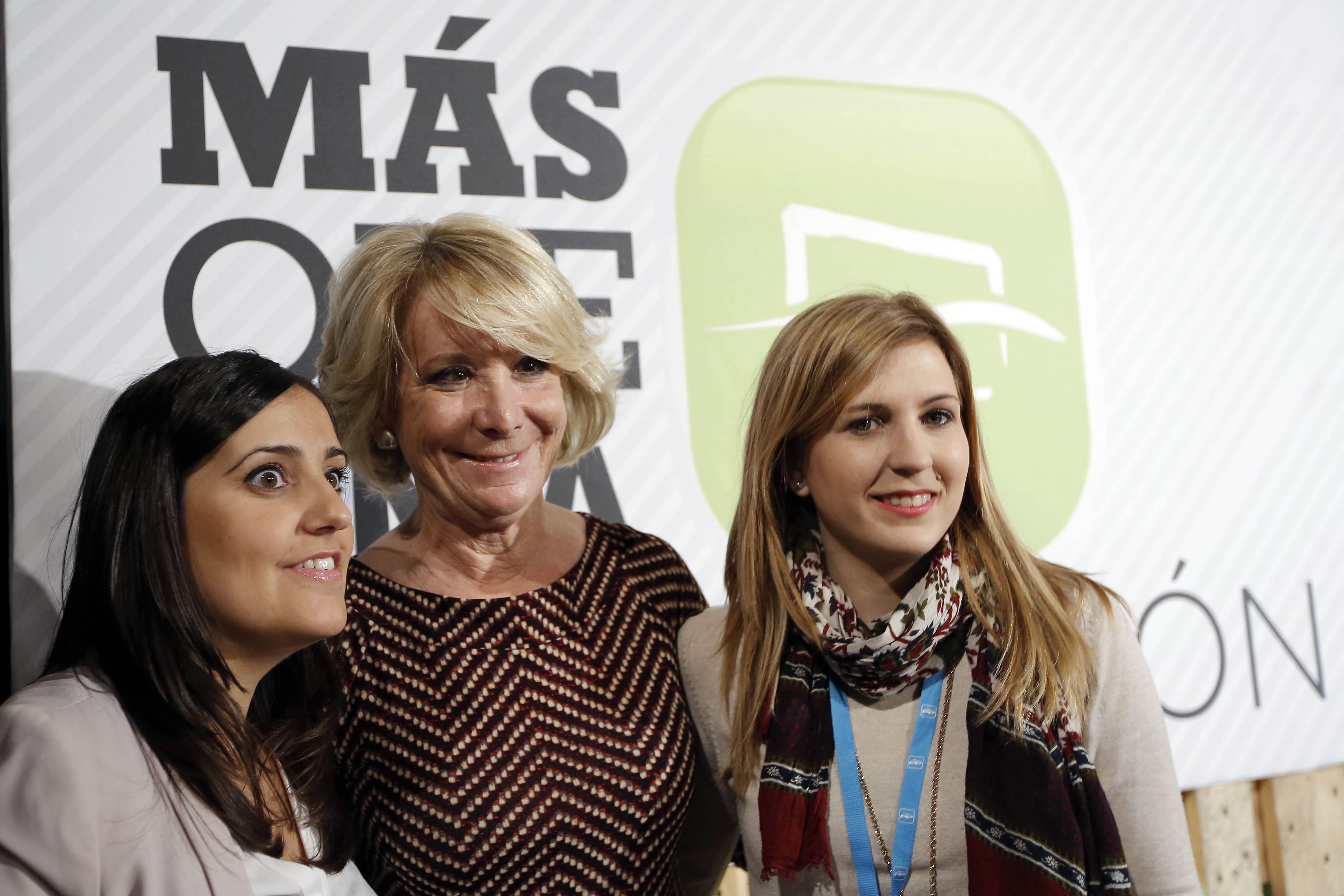
Beatriz Jurado con Esperanza Aguirre junto Ana Pérez en 2013

Beatriz Jurado, presidió la Comisión de Educación y Deporte del Senado y fue portavoz del Grupo Popular en la Comisión de Inmigración.
Desde febrero de 2019 es la portavoz del PP en la Comisión de Sanidad y Familias del Parlamento andaluz.